# Трикалска крепост
Трикалската крепост (на гръцки: Κάστρο Τρικάλων) обгражда хълма северно от днешния град Трикала, Гърция. Издигната е на мястото на древния акропол на Трики. Поради значението ѝ император Юстиниан нарежда цялостната ѝ реновация през VI век, но най-голям разцвет и значение крепостта има по времето на Османска Тесалия, когато крепостта е систематично реновирана.
От източната ѝ страна се издига часовниковата кула, висока 33 м, построена през 1648 г. Външната крепостна стена има многоъгълна форма, с пет кули и няколко по-малки кулички. В крепостта се е намирала византийската църква „Св. Архангели“, която не е запазена.
Значението на крепостта за контрола на Тесалия и подхода от и към Елада по османско време е огромно. Трикала е център на османския санджак и контролира тесалийската равнина с околните планинци и техните поселения в Аграфа, Кравара, както и всички арматоли.